# Sphalloeme costipennis
Sphalloeme costipennis is een keversoort uit de familie boktorren (Cerambycidae). De wetenschappelijke naam van de soort is voor het eerst geldig gepubliceerd in 1928 door Melzer.